# Śrī

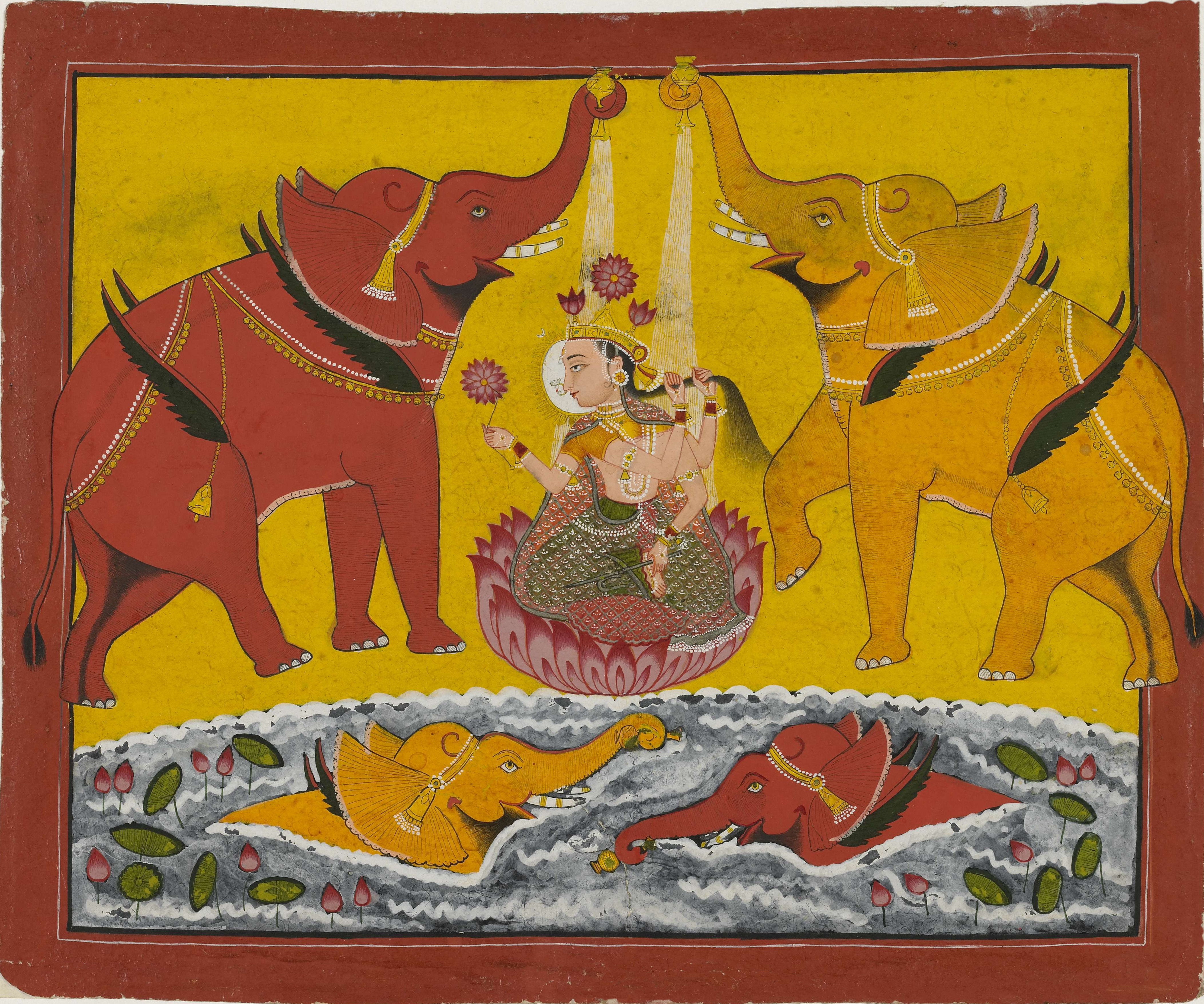
Śrī, Lakṣmī, tra due elefanti su un mare di fiori di loto. XVIII secolo.

Śrī (devanagari श्री, talvolta adattato in Shri, Shree o Sri) è un sostantivo femminile sanscrito che indica la "luce", la "luminosità", lo "splendore", la "bellezza", ma anche la "prosperità" e la "ricchezza" ed è usato come titolo di rispetto e venerazione, che deriva dalla concezione vedica di prosperità: in questo senso è attributo, ad esempio, della dea Lakṣmī, paredra di Visnù, o anche di  Sarasvatī, che rappresentano l'ideale di bellezza, abbondanza e grazia.
L'uso più noto è come epiteto di molte divinità induiste, o, in qualità di aggettivo, come prefisso ai nomi di uomini e donne considerati "importanti"  o "santi" o che traggono la loro importanza da qualcosa di "santo", in quest'ultimo senso rende il termine "venerabile".